# František Xaver Joseffi
František Xaver Joseffi (1783 Vysoké Mýto – 1839 Vysoké Mýto) byl vysokomýtský děkan.

## Život
František Xaver Joseffi (různé verze jeho jména uváděny také jako Joseffi, Josefy či Josephy) vystudoval filosofii na universitě v Olomouci, teologii v Hradci Králové a vysvěcen byl v roce 1805. V prvním roce kněžské dráhy působil jako kaplan v Žamberku, poté byl na 4 roky přeložen do Slatiňan, kde zastával funkci administrátora. V roce 1811 byl povýšen na lokalistu v Knířově, kde měli podle fundace pro duchovní založené v roce 1755 Janem Joseffi přednostně působit příbuzní rodu. Na děkanský post ve Vysokém Mýtě byl jmenován 21. března 1830. V roce 1834 byl vikariátním úřadem navržen na čtenářského inspektora děkanské knihovny, kterou obohatil o vzácné tituly duchovní literatury, mezi nimiž vyčnívá monumentální dílo belgického jezuity; výklad Starého a Nového zákona od Jacoba Tirinia. Na předtitulním listu P. Josephi oznamuje, že knihu věnuje Bohu: „Emit Franz Josephi Dei“. František X. Joseffi umírá v roce 1839 a za vojenských poct byl pohřben na hřbitově Kostela Nejsvětější Trojice.

## Zajímavost
Jméno Františka X. Joseffiho je vyryto na prostředním zvonu poutního kostela v Knířově: „Annis CCXVIII ad sacra vocabara, cum unico infelici ictu voce et officio destituebar; denuo A. MDCCCXX ecclesia beatae Virg. M. Knirowii expensis oviculorum pristino obsequio et integritati restituta sum per Franciscum Waněk Slaupnicii. Sub pastore Francisco Josefy.“